# ليانغ ونفينغ
ليانغ ونفينغ أو ليانغ ون فنغ (بالصينية: 梁文锋; البينيين: Liáng Wénfēng) (مواليد 1985) هو رجل أعمال صيني وهو المؤسس المشارك لصندوق التحوط الكمي هاي فلاير، بالإضافة إلى كونه مؤسس ومدير تنفيذي لشركة الذكاء الاصطناعي ديب سيك.

## النشأة والتعليم
ولد ليانغ في عام 1985 في مدينة زانجيانغ في إقليم غوانغدونغ. كان والديه معلمين في المدرسة الابتدائية.
تلقى ليانغ تعليمه في جامعة تشجيانغ، وحصل على بكالوريوس الهندسة في هندسة المعلومات الإلكترونية في عام 2007 وماجستير الهندسة في هندسة المعلومات والاتصالات في عام 2010. كانت أطروحته للماجستير بعنوان «البحث في خوارزمية تتبع الهدف استنادًا إلى كاميرا PTZ منخفضة التكلفة»، وكان البروفيسور شيانغ تشيو  المرشد.

## الحياة المهنية
في عام 2008، شكل ليانغ فريقًا مع زملائه في الفصل لجمع البيانات المتعلقة بالأسواق المالية. كما قاد الفريق لاستكشاف التداول الكمي باستخدام تعلم الآلة وتقنيات أخرى. كان هذا خلال ذروة الأزمة المالية عامي 2007 و2008.
بعد تخرجه، انتقل ليانغ إلى شقة رخيصة في تشنغدو بمقاطعة سيتشوان، حيث جرب طرق تطبيق الذكاء الصنعي في مجالات مختلفة. فشلت هذه المشاريع، حتى حاول تطبيق الذكاء الصنعي في مجال التمويل.
في عام 2013، حاول ليانغ دمج الذكاء الصنعي مع التداول الكمي وأسس شركة هانغتشو ياكيبي لإدارة الاستثمارات المحدودة مع شو جين، خريج جامعة تشجيانغ. في عام 2015، شاركا في تأسيس شركة هانغتشو هوانفانغ للتكنولوجيا المحدودة، والتي أصبحت اليوم شركة جيجيانغ جيوتشانغ لإدارة الأصول المحدودة.
في فبراير 2016، شارك ليانغ واثنين من زملائه في الهندسة في تأسيس شراكة نينغبو هاي فلاير لإدارة الاستثمار الكمي. اعتمد الفريق على الرياضيات والذكاء الصنعي لإجراء الاستثمارات.
في عام 2019، أسس ليانغ شركة هاي فلاير للذكاء الصنعي التي كانت مخصصة للبحث في خوارزميات الذكاء الصنعي وتطبيقاتها الأساسية. بحلول هذا الوقت، كان لدى هاي فلاير أكثر من 10 مليار يوان من الأصول قيد الإدارة.
في 30 أغسطس 2019، ألقى ليانغ وينفنغ خطابًا رئيسيًا بعنوان «مستقبل الاستثمار الكمي في الصين من منظور المبرمج» خلال حفل توزيع جوائز Golden Bull، مما أثار نقاشات واسعة. وأوضح ليانغ أن المعيار لتحديد ما إذا كان الاستثمار كميًا أو غير كمي يعتمد على ما إذا كان القرار يتخذ باستخدام أساليب كمية أو بواسطة أشخاص. وأشار إلى أن الصناديق الكمية لا تعتمد على مديري محافظ لاتخاذ القرارات، بل تعتمد بشكل كامل على الخوادم. كما أكد أن مهمة هاي فلاير هي تعزيز كفاءة السوق الثانوي في الصين.
في فبراير 2021، نُشر كتاب غريغوري زوكرمان « الرجل الذي حل السوق: كيف أطلق جيم سيمونز الثورة الكمية» . كتب ليانغ مقدمة للطبعة الصينية من الكتاب حيث ذكر أنه كلما واجه صعوبات في العمل، فإنه كان يفكر في كلمات سيمونز «يجب أن تكون هناك طريقة لنمذجة الأسعار».
خلال عام 2021، بدأ ليانج في شراء آلاف وحدات معالجة الرسوميات من إنفيديا لمشروعه للذكاء الصنعي أثناء تشغيل هاي فلاير.اعتبر بعض المطلعين على الصناعة أن هذا التصرف غريبًا لملياردير يبحث عن هواية جديدة. وأشار أحد شركاء ليانغ التجاريين إلى أنهم في البداية لم يأخذوه على محمل الجد، ووصفوا اجتماعهم الأول معه بأنهم رأوا رجلاً غريب الأطوار للغاية، بتسريحة شعر غير اعتيادية، ولم يكن قادرًا على التعبير عن رؤيته بوضوح. ومع ذلك، قال ليانغ ببساطة إنه يريد بناء شيء ما سيكون بمثابة تغيير كبير في اللعبة، وهو ما اعتقد شركاؤه التجاريون أنه أمر يمكن تحقيقه فقط من قبل عمالقة مثل بايت دانس ومجموعة علي بابا.
في مايو 2023، أعلن ليانج أن هاي فلاير ستسعى إلى تطوير الذكاء الصنعي العام وأطلقت ديب سيك. خلال ذلك الشهر في مقابلة مع 36Kr، ذكر ليانغ أن شركة هاي فلاير استحوذت على 10000 وحدة معالجة رسومية من نوع إنفيديا A100 قبل أن تفرض الحكومة الأمريكية قيودًا على شريحة الذكاء الصنعي على الصين. وقد أرسى ذلك الأساس لـ ديب سيك للعمل مطورًا لنموذج لغوي كبير. كما ذكر أن ديب سيك يحصل على تمويل من هاي فلاير. ويرجع السبب في ذلك إلى أن شركات رأس المال المخاطر كانت مترددة في توفير التمويل عندما تأسست شركة ديب سيك، حيث كان من غير المرجح أن تتمكن من تحقيق مخرج [الإنجليزية] في فترة زمنية قصيرة. وبما أن الهدف كان طويل الأمد، فقد بحثت شركة ديب سيك عن موظفين يتمتعون بالقدرة والشغف بدلاً من الخبرة.
في يوليو 2024، أجرت 36Kr مقابلة أخرى مع ليانغ. وأوضح أنه عندما أُطلق ديب سيك V2 وتسبَّب في حرب أسعار الذكاء الصنعي في الصين، كان الأمر بمثابة مفاجأة كبيرة، حيث لم يتوقع الفريق أن تكون الأسعار حساسة إلى هذا الحد. وأضاف أيضا أنه مع تطور الاقتصاد الصيني، ينبغي له أن يصبح تدريجيًّا مساهمًا بدلًا من أن يكون مجرد راكب مجاني. ما ينقص الابتكار في الصين ليس رأس المال، بل الافتقار إلى الثقة والمعرفة في تنظيم المواهب فيه. لم تُعين شركة ديب سيك أي شخص مميز على وجه الخصوص، ويميل الموظفون إلى أن يكونوا متعلمين محليًا. عندما يتعلق الأمر بالتقنيات المبتكرة، فإن مناهج المصدر المغلق لا يمكنها إلا أن تؤخر الآخرين مؤقتًا عن اللحاق بالركب.
في 20 يناير 2025، دُعي ليانغ لحضور الندوة مع الخبراء ورجال الأعمال وممثلي مجالات التعليم والعلوم والثقافة والصحة والرياضةالتي استضافها رئيس مجلس الدولة لي تشيانغ في بكين. وطُلب من ليانغ، باعتباره خبيرًا في الصناعة، تقديم آراء واقتراحات بشأن تقرير عمل الحكومة السنوي لعام 2024.
أصدرت شركة ديب سيك نموذج R1 ، وهو نموذج ذكاء صنعي مفتوح المصدر يحتوي على 671 مليار معلمة، إلى جانب نشر ورقة فنية مفصلة تشرح بنيته ومنهجية التدريب الخاصة به. بُني النموذج باستخدام 2048 وحدة معالجة رسومية من نوع إنفيديا H800 بتكلفة 5.6 مليون دولار، مما يُظهر نهجًا فعالًا في استخدام الموارد يتناقض بشكل حاد مع ميزانيات المليارات من الدولارات للمنافسين الغربيين. بحلول 27 يناير، تفوق ديب سيك على شات جي بي تي ليصبح التطبيق المجاني رقم 1 في متجر تطبيقات آي أو إس في الولايات المتحدة. كما هبطت الأسهم الأمريكية بشكل حاد وخسرت السوق أكثر من تريليون دولار وسط حالة من الذعر بسبب ديب سيك.

## الملاحظات
1. ↑  (基于低成本PTZ摄像机的目标跟踪算法研究)
2. ↑  (项志宇)
3. ↑  (杭州雅克比投资管理有限公司)
4. ↑  (杭州幻方科技有限公司)
5. ↑  (浙江九章资产管理有限公司)
6. ↑  شراكة محدودة (宁波幻方量化投资管理合伙企业（有限合伙)
7. ↑   اختصارًا LLM
8. ↑  (专家、企业家和教科文卫体等领域代表座谈会)